# Luísa Sobral
Luísa Maria Vilar Braamcamp Sobral (ur. 18 września 1987 w Lizbonie) – portugalska piosenkarka, kompozytorka i autorka tekstów. Twórczyni muzyki i tekstu do „Amar pelos dois”, zwycięskiej piosenki 62. Konkursu Piosenki Eurowizji (2017), wykonywanej przez jej brata Salvadora Sobrala.

## Życiorys

### Dzieciństwo
Urodziła się i wychowała w Lizbonie, w dzieciństwie mieszkała też w Stanach Zjednoczonych. Ma młodszego brata Salvadora Sobrala, który również jest piosenkarzem. Przez ojca jest potomkinią Hermano José Braamcamp de Almeida Castelo Branco, XIX-wiecznego arystokraty i polityka. 

### Kariera
W 2003, w wieku 16 lat, wzięła udział w pierwszej edycji programu Ídolos, portugalskiej wersji programu Idol. Zajęła w nim trzecie miejsce. Po udziale w programie zrobiła przerwę w karierze muzycznej, by zająć się edukacją. Studiowała w amerykańskiej wyższej szkole muzycznej Berklee College of Music w Bostonie, którą ukończyła w 2009.
W 2011 wydała debiutancki album studyjny, zatytułowany The Cherry on the Cake. W 2013 ukazał się jej drugi album studyjny, zatytułowany There’s a Flower In My Bedroom, a trzeci, zatytułowany Lu-Pu-I-Pi-Sa-Pa, miał premierę w 2014. 
W 2016 wydała czwarty album studyjny, zatytułowany Luísa, który nagrywała w Los Angeles. W tym samym roku skomponowała piosenkę „Amar pelos dois” na Festival da Canção 2017, będący portugalskimi eliminacjami do 62. Konkursu Piosenki Eurowizji. Piosenkę wykonał jej brat, Salvador Sobral, który ostatecznie wygrał festiwal, zostając reprezentantem Portugalii w 62. Konkursie Piosenki Eurowizji w Kijowie. Z powodów zdrowotnych piosenkarza, Luísa Sobral zastąpiła brata na pierwszych próbach przed półfinałem konkursu. 9 maja Salvador Sobral wygrał pierwszy półfinał konkursu, a cztery dni później zajął pierwsze miejsce w finale imprezy, uzyskując najwyższy w historii wynik w głosowaniu profesjonalnych jurorów i widzów (758 punktów). Po finale konkursu utwór został nagrodzony Nagrodami im. Marcela Bezençona w dwóch kategoriach: Salvador otrzymał Nagrodę Artystyczną, zaś Luísa – Nagrodę Kompozytorów.

### Życie prywatne
Jest mężatką. Ma dwoje dzieci, syna José (ur. 27 czerwca 2016) i córkę Rosę (ur. 13 maja 2018).
Deklaruje się jako wegetarianka.

## Dyskografia

### Albumy studyjne
- The Cherry on my Cake (2011)
- There’s a Flower in My Bedroom (2013)
- Lu-Pu-I-Pi-Sa-Pa (2014)
- Luísa (2016)
- Rosa (2018)

### Single
- 2011 – „Not There Yet”
- 2011 – „Xico”
- 2011 – „My Little One” (Greg Ruggiero feat. Luísa Sobral, Gary Wang, Dan Reiser, Pete Rende, Jon De Lucia, Christian Frederickson)
- 2012 – „Natal Mais uma Vez”
- 2012 – „Bailo Com Vos” (Alejandro Sanz feat. Luísa Sobral)
- 2013 – „O Bairro do Panda”
- 2013 – „Mom Says”
- 2014 – „João”
- 2015 – „O Meu Cão”
- 2016 – „My Man”
- 2016 – „Alone”
- 2018 – „O Melhor Presente”